# Torgeir Bjarmann
Torgeir Bjarmann (* 24. Juni 1968 in Lørenskog) ist ein ehemaliger norwegischer Fußballspieler und derzeitiger Fußballfunktionär.
Der langjährige Kapitän von Lillestrøm SK ist mit insgesamt 613 Pflichtspieleinsätzen, davon 306 in Erstligaspielen bis heute (Stand Oktober 2010) ewiger Rekordspieler des Vereins. Bis auf einen viermonatigen Aufenthalt beim österreichischen Erstligisten LASK Linz hat er seine gesamte Karriere bei  LSK verbracht.
In einer im Jahr 2010 vom norwegischen Fernsehsender TV2 durchgeführten Wahl wurde er in die Tippeligaen-Mannschaft des Jahrzehnts gewählt. 2001 erhielt er weiters den Kniksenprisen als „Abwehrspieler des Jahres“ in den Tippeligaen. Er gilt als einer der besten Spieler, der niemals für die Norwegische Fußballnationalmannschaft auflaufen durfte.

## Vereinskarriere
Bjarmann begann seine Karriere in der Jugend seines Heimatvereins Lørenskog IF und Skedsmo FK, ehe er 1987 in die Jugendmannschaft von Lillestrøm SK kam.
Nach einem Jahr in der Jugend feierte er 1988 unter Trainer Owe Rundberg sein Profidebüt für LSK. Nach dem Vizemeistertitel 88 feierte er daraufhin in seiner zweiten Profispielzeit unter Trainer David Hay als Ergänzungsspieler den Meistertitel in der 1. Division. Es folgte der Abgang von Routinier Arne Erlandsen zu Strømsgodset IF, woraufhin Bjarmann erstmals zum Stammspieler avancierte. Obwohl man in Folge bis auf Erlandsen, Bård Bjerkeland der zum 1. FC Nürnberg- und Jan Åge Fjørtoft der nach Österreich zum SK Rapid Wien wechselte, lediglich drei Leistungsträger abgeben musste, rutschte die Mannschaft mit Spielern wie Dennis Schiller, Erik Solér, Tom Gulbrandsen, Gunnar Halle, Frode Grodås, oder Geir Frigård über die Saison in den Tabellenkeller und schaffte nur knapp den Klassenerhalt.
Ab 1991 konnte man sich wieder im oberen Tabellendrittel etablieren und trotz ständiger Abgänge von Leistungsträgern bis 1999 immer einen Platz unter den ersten vier belegen, ohne jedoch den Meistertitel wiederholen zu können. Hatte Bjarmann Anfang der 90er Jahre noch ein erfolgreiches Manndeckerduo mit dem Schweden Schiller gebildet, wurde er ab 1994 zum Libero umfunktioniert, wodurch er zu einem der stärksten Abwehrspieler in den Tippeligaen avancierte. Nach den zwei überragenden Spielzeiten 1999 und 2000, in denen er auch ins Team der Saison gewählt wurde, bahnte sich daraufhin ein Auslandstransfer an.
Nachdem im Dezember 1999 noch ein Wechsel in die schottische Premier League gescheitert war, vermeldete der damalige österreichische Bundesligist FC Kärnten großes Interesse an der Verpflichtung des Spielers. Nachdem man sich bereits mit dem Spieler einig war, konnte man sich mit LSK jedoch nicht über die Ablösesumme einigen, woraufhin er eine weitere Spielzeit in Norwegen verblieb.
Im Juni 2000 vermeldete daraufhin der VfB Admira Wacker Mödling die Verpflichtung von Bjarmann, was sich nur Tage darauf als Falschmeldung herausstellte. Die Admira-Verantwortlichen hatten gezielt die Falschmeldung verbreitet, um die anderen Interessenten wie LASK Linz aus dem Rennen um die Verpflichtung zu nehmen. Bjarmann selbst favorisierte jedoch die traditionelle Norweger-Dependance LASK, wo sein Freund aus früheren LSK-Zeiten Geir Frigård unter Vertrag stand. Als absoluter Wunschspieler von Trainer Marinko Koljanin, der ihn als Ersatz für den zum Grazer AK abgewanderten Abwehrchef Željko Milinović haben wollte, stand der LASK in Folge in der Favoritenposition für eine Verpflichtung, konnte sich jedoch aufgrund der angespannten finanziellen Vereinssituation die Ablösesumme nicht leisten. Um den Spieler doch noch zu bekommen, einigte man sich mit Lillestrøm daraufhin auf einen Wechsel auf Leihbasis mit Kaufoption nach dem Ende der norwegischen Spielzeit im Oktober.
Aufgrund einer Verletzung kam er daraufhin von Oktober bis Februar 2001 in lediglich drei Ligaspielen zum Einsatz, in denen er ein Tor erzielen konnte, ehe der Leihvertrag wieder auslief. Der Verein, im neuen Jahr aufgrund der „Rieger-Affäre“ knapp vor dem Konkurs, musste daraufhin einen drastischen Sparkurs fahren und konnte die Kaufoption nicht ziehen. Bjarmann ging daraufhin wieder zurück zu LSK, der LASK verpflichtete seinen deutlich günstigeren Landsmann Kjetil Pedersen als Ersatz.
Zurück in Norwegen spielte er daraufhin unter seinem früheren Teamkollegen und damaligen Trainer Arne Erlandsen seine stärkste Spielzeit. Als Kapitän und Abwehrchef schoss er sieben Saisontore und agierte als Denker und Lenker aus der Defensive, wovon vor allem das damals kongeniale Offensiv-Trio Arild Sundgot, Clayton Zane und Magnus Powell profitierte. In der Meisterschaft entwickelte sich ein Zweikampf zwischen LSK und Serienmeister Rosenborg Trondheim um den Titel, den man durch eine 1:2-Heimniederlage gegen RBK fünf Runden vor Saisonende verspielte. Neben dem Vizemeistertitel wurde Bjarmann mit dem Kniksenprisen als bester Abwehrspieler ausgezeichnet, wodurch er sich erstmals gegen Rosenborg-Abwehrchef Erik Hoftun durchsetzen konnte, der diese Auszeichnung in den letzten fünf Jahren erhielt.
In Folge spielte Bjarmann noch zwei Saisonen ohne Titelgewinn für Lillestrøm, ehe er seine Karriere im Jahr 2004 bei seinem Heimatverein Lørenskog IF in der norwegischen Amateurliga ausklingen ließ. 2008 startete er im Alter von 40 Jahren ein Comeback bei Skedsmo FK, für die er in einigen Ligaspielen auflief und sein letztes Tor als aktiver schoss.

## Nach der aktiven Karriere
Im September 2005 übernahm er den Posten des Sportdirektors beim damaligen norwegischen Erstligisten FK Lyn Oslo. Gemeinsam mit Henning Berg, der gleichzeitig zum Trainer von Lyn ernannt wurde, etablierte man sich daraufhin als erfolgreiches Gespann in Norwegen.
In der Debütsaison führte man den Verein auf Anhieb von den Abstiegsregionen in den Titelkampf, der mit drei Punkten Rückstand auf Meister Vålerenga Oslo lediglich knapp verloren ging. Aufgrund großer finanzieller Probleme war Bjarmann daraufhin gezwungen die besten Spieler, wie etwa Chinedu Obasi an die TSG 1899 Hoffenheim gewinnbringend zu verkaufen, um den Verein am Leben zu erhalten. Trotz der begrenzten finanziellen Mittel schaffte er es gemeinsam mit Berg jedoch Jahr für Jahr eine schlagkräftige Mannschaft zu formen. Während seiner Amtszeit wurden unter anderem Spieler wie Ståle Stensaas, Matías Almeyda, Eddie Gustafsson, Magnus Powell und Diego Guastavino verpflichtet, die zum Großteil zu Mannschaftstützen avancierten. Weiters erwirtschaftete er einen Transferüberschuss von knapp 15 Millionen Euro, davon alleine 12 durch die Verkäufe von John Obi Mikel und Obasi, die den Verein im Endeffekt jedoch trotzdem nicht vor dem Konkurs im Jahre 2010 retten konnten.
Zuvor war Bjarmann im Januar 2009 gemeinsam mit Berg zu seinem Stammverein Lillestrøm SK gewechselt, wo man weiterhin als Sportdirektor/Trainer-Duo zusammenarbeitet. Zuvor war der Verein mit Tabellenplatz 12 nur knapp am Abstieg vorbeigeschrammt. Zur Spielzeit 2009 belegte man wieder einen Platz im gesicherten Mittelfeld der Liga.

## Erfolge
Im Verein
- 1× Norwegischer Meister: 1989

Als Spieler
- 1× Abwehrspieler des Jahres: 2001
- 3× Tippeligaen Mannschaft des Jahres: 1999, 2000, 2001
- 1× Gold-Schal: 2002[8]